# 2006 BS284
2006 BS284, também escrito como 2006 BS284, é um corpo menor que está localizado no disco disperso, uma região do Sistema Solar. Ele possui uma magnitude absoluta de 6,9 e tem um diâmetro estimado com 201 km.

## Descoberta
2006 BS284 foi descoberto no dia 5 de janeiro de 2006.

## Órbita
A órbita de 2006 BS284 tem uma excentricidade de 0,444 e possui um semieixo maior de 60,226 UA. O seu periélio leva o mesmo a uma distância de 33,510 UA em relação ao Sol e seu afélio a 86,942 UA.